# اپلسهایم
اپلسهایم (به آلمانی: Eppelsheim) یک شهر در آلمان است که در آلزی-ورمز واقع شده‌است. اپلسهایم ۱٬۲۶۹ نفر جمعیت دارد.